# اور، کمبریج‌شر
اور (به انگلیسی: Over) یک روستا و محله مدنی در بریتانیا است که در کمبریج‌شر جنوبی واقع شده‌است. اور ۲٬۸۶۲ نفر جمعیت دارد.